# Stade Ganzábal
Le Stade Ganzábal (en espagnol : Estadio Ganzábal), auparavant connu sous le nom de Stade La Barraca (en espagnol : Estadio La Barraca), est un stade de football espagnol situé dans la ville de La Felguera, dans les Asturies.
Le stade, doté de 4 024 places et inauguré en 1922, sert d'enceinte à domicile à l'équipe de football de l'Unión Popular de Langreo.
Il porte le nom de Francisco Fernández Ganzábal, architecte local et ancien président du club du Círculo Popular de La Felguera, à l'origine de la construction du stade.

## Histoire
Le stade ouvre ses portes en 1922 sous le nom de Stade La Barraca, pour accueillir les matchs à domicile de l'équipe locale du Círculo Popular de La Felguera.
Il est inauguré le 6 janvier 1922.
En 1961, le Círculo Popular de La Felguera fusionne avec le Racing de Sama pour former l'UP Langreo, qui récupère le stade pour y disputer ses matchs. La même année, le stade change alors de nom pour le Stade Ganzábal (en espagnol : Estadio Ganzábal).
Le record d'affluence au stade est de 4 084 spectateurs lors d'une victoire 1-0 des locaux de l'UP Langreo sur le Real Oviedo le 9 novembre 2014.
En 2006, le stade est complètement rénové, et est réinauguré le 20 septembre 2006 lors d'une rencontre amicale entre l'équipe d'Espagne -19 ans et la Turquie.

## Événements

### Matchs internationaux de football
| Date              | Compétition  | Équipes                           | Score | Affluence |
| ----------------- | ------------ | --------------------------------- | ----- | --------- |
| 20 septembre 2006 | Match amical | Espagne -19 ans — Turquie -19 ans | ?     | —         |

## Galerie

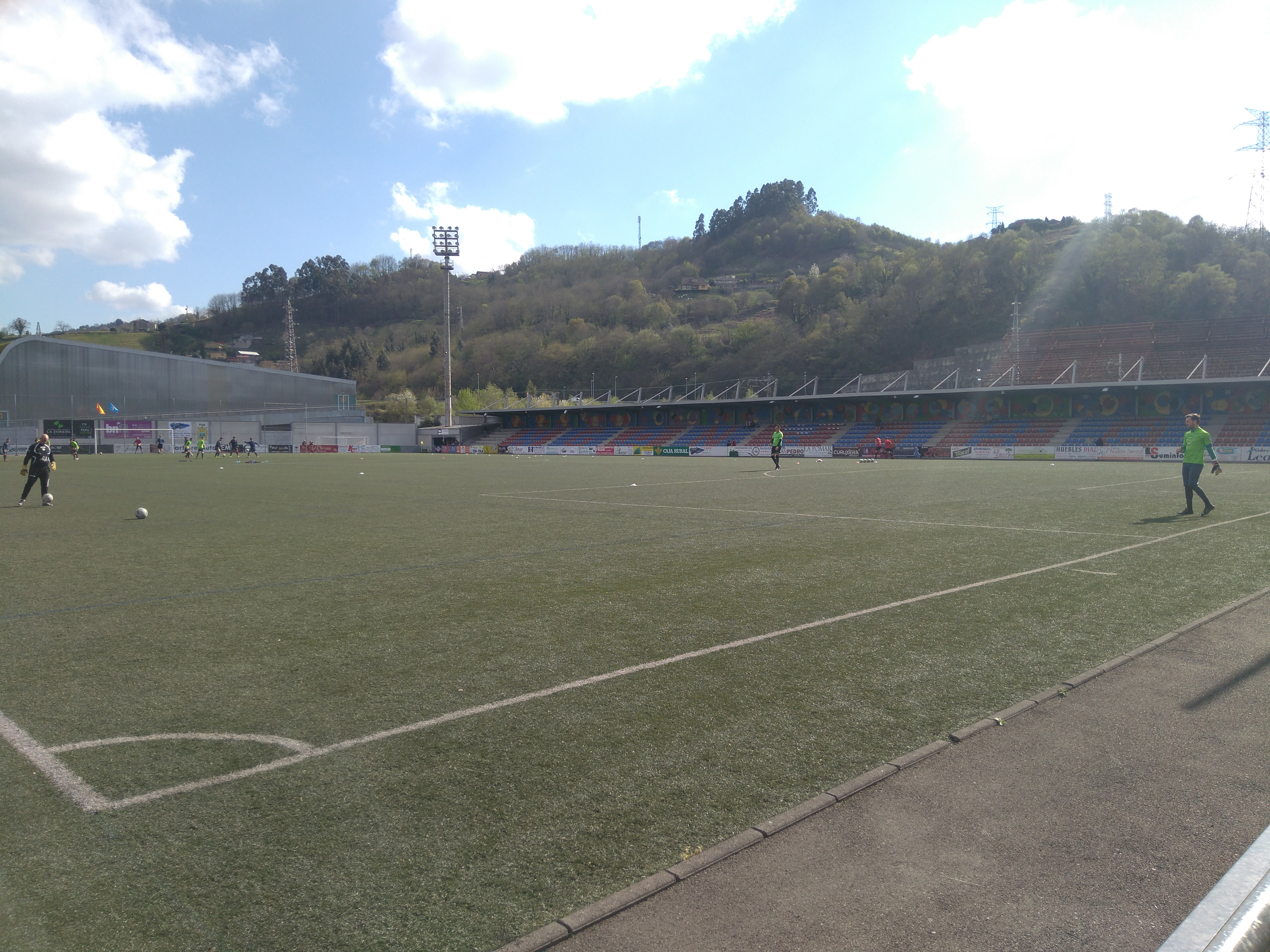
Vue du terrain